# Manuel Villar Olivera
Manuel Villar Olivera (Lima, 30 de marzo de 1801 - Callao, 16 de octubre de 1889) fue un marino peruano, que tuvo una larga trayectoria de servicio en la armada de su país, desde la Guerra de Independencia hasta la Guerra del Pacífico. Es más conocido por haber comandado a la escuadra aliada peruana-chilena en el combate de Abtao, enfrentando a la Escuadra Española del Pacífico (1866).

## Primeros años
Manuel Villar Olivera nació en la ciudad de Lima, entonces capital del Virreinato del Perú. Fue hijo de Pascual Villar, coronel de artillería del ejército real, y de Agustina Olivera.
Realizó sus primeros estudios náuticos en la Real Academia de Náutica de Lima, siendo  admitido como guardiamarina en 1819. 

## Independencia del Perú y Guerra con España
En 1820 se unió al ejército patriota del general José de San Martín, cuando la expedición libertadora arribó a costas peruanas. A órdenes de Lord Cochrane tomó parte de la captura de la fragata Esmeralda, el buque más poderoso que los españoles tenían en el Callao. Pasó luego a formar parte de la naciente escuadra peruana a órdenes de Martín Guisse, oficial británico veterano de Trafalgar.

## Labor naval
Terminada la guerra con España, hizo la campaña naval en el norte, durante la guerra con la Gran Colombia, formando parte de la dotación de la fragata Presidente siempre al mando de Guise. Se distinguió en los combates librados en la rada de Guayaquil hasta lograr la capitulación del puerto en 1829. Por sus méritos fue ascendido a alférez de fragata. En 1834 ascendió a teniente segundo.
En 1835 apoyó al general Felipe Santiago Salaverry en la guerra contra Andrés de Santa Cruz. Derrotado y fusilado Salaverry, fue borrado del escalafón militar, como muchos otros oficiales, si bien poco después fue reincorporado al servicio activo y se le permitió continuar su carrera militar. Sirvió entonces a la Confederación Perú-Boliviana a bordo del bergantín Flor del Mar y de la corbeta Socabaya. 
Tras el fin de la Confederación en 1839, fue nuevamente retirado del servicio, pasando entonces a la marina mercante, hasta 1847. Navegó por las costas de China, Australia y Brasil.
En 1853 fue enviado a Estados Unidos por el presidente José Rufino Echenique para supervisar la construcción de los vapores fluviales Tirado y Huallaga, con los cuales retornó vía la desembocadura del río Amazonas en 1854, dedicándose a las labores de exploración en la amazonía peruana. Tras la batalla de La Palma del 5 de enero de 1855 y el derrocamiento de Echenique, fue una vez más separado del servicio.
Se reincorporó a la marina al producirse la presencia agresiva de la Escuadra Española del Pacífico en las costas peruanas. A bordo de la fragata Apurímac asumió como comandante de la división naval peruana, de la que también formaban parte la fragata Amazonas y las corbetas América y Unión. Aliado con dos buques chilenos, enfrentó a las fragatas españolas Villa de Madrid y Blanca en el combate de Abtao, librado el 7 de febrero de 1866. Los aliados sudamericanos lo celebraron como una victoria, pues las fragatas españolas se retiraron sin poder doblegar la resistencia de la flota aliada.  Villar fue declarado por el gobierno peruano “Benemérito de la Patria en grado heroico y eminente”.
En los años siguientes se desempeñó como vocal de las Juntas de Reconocimiento y Reformadora de las Ordenanzas Navales.

## Guerra del Pacífico
Al estallar la Guerra del Pacífico, a pesar de contar con 78 años, pidió que se le otorgase el mando del fuerte Santa Rosa, en el Callao. Fue nombrado Secretario de Marina por el gobierno dictatorial de Nicolás de Pierola, en enero de 1880. 
Contribuyó en los preparativos de la defensa de Lima. El 5 de enero de 1881 fue ascendido a contraalmirante. Durante la batalla de San Juan del 13 de enero de 1881, estuvo a cargo de las baterías del Morro Solar, donde luchó hasta disparar el último tiro. 

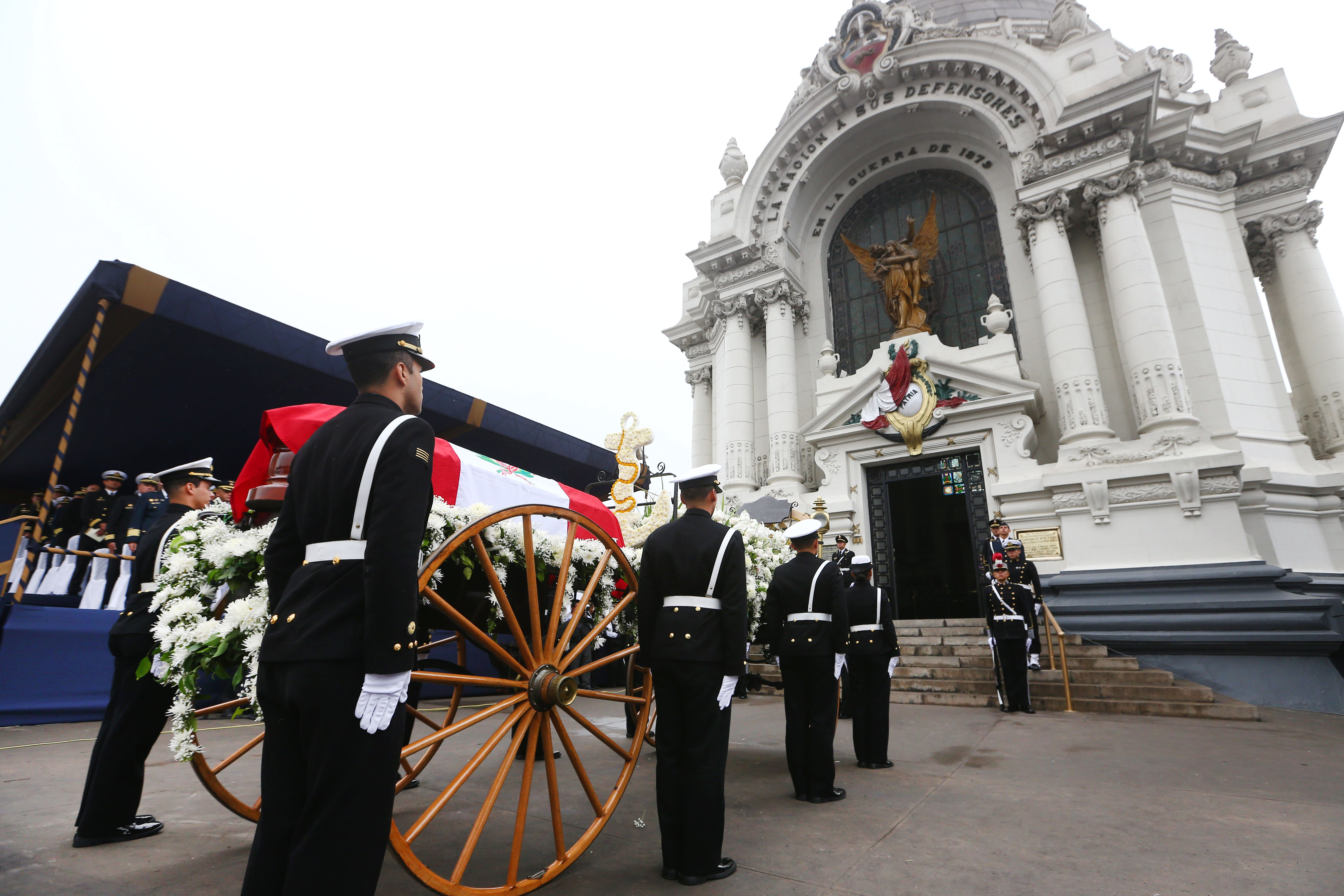
Desde el 1 de junio de 2017 los restos del contralmirante Manuel Villar reposan en la Cripta de los Héroes.

## Últimos años
Retirado de la vida pública, falleció en el Callao en 1889.
Sus restos reposaban en el cuartel San Gavino 11-C del Cementerio Presbítero Matías Maestro, hasta que, por Resolución Suprema N° 394-2016-DE del 21 de octubre de 2016, fueron exhumados y trasladados a la Cripta de los Héroes en el mismo cementerio, ceremonia que se realizó el 1 de junio de 2017, con la presencia del ministro de Defensa Jorge Nieto Montesinos; del Jefe del Comando Conjunto de las Fuerzas Armadas, almirante José Luis Paredes Lora; autoridades militares, políticas y eclesiásticas, así como descendientes y familiares del héroe.